# SN 2003eb
SN 2003eb – supernowa odkryta 5 kwietnia 2003 roku w galaktyce A123715+6213. W momencie odkrycia miała maksymalną jasność 22,80m.